# Noisiel
Noisiel è un comune francese di 15 461 abitanti situato nel dipartimento di Senna e Marna nella regione dell'Île-de-France.

## Storia

### Simboli
Lo stemma comunale è stato adottato il 29 marzo 1968. La N, iniziale del toponimo, è intrecciata con una foglia di noce che fa riferimento alla sua etimologia, da Noisiellum, "luogo piantato a noci". Il fiore e il frutto di cacao, chiamato cabossa, ricordano la fabbrica di cioccolato Menier, attiva dal 1824 al 1959.

## Società

### Evoluzione demografica
Abitanti censiti

## Amministrazione

### Gemellaggi
- Puçol
- North Adams